# Compsenia area
Compsenia area là một loài bướm đêm trong họ Noctuidae.